# Philipp Pfeiffer (Kameramann)
Philipp Pfeiffer (* 17. Mai 1969) ist ein deutscher Kameramann.
Er hat an der Filmakademie Baden-Württemberg Kamera studiert und mit Diplom abgeschlossen. Danach hat er bei Musikvideos, Werbefilmen, Fernsehproduktionen und Kinofilmen Kamera geführt.
Des Weiteren war Philipp Pfeiffer als Gastdozent an der HfbK in Hamburg tätig.

## Filmografie
- 1999: Muttertier – Muttermensch (Fernseh-Dokumentation)
- 2000: 8 Grad Celsius
- 2001: Der Wind ist aus Luft (Dokumentarfilm)
- 2003: Sulla (Kameraassistent, Darsteller)
- 2003: Der Ärgermacher
- 2004: Nachmittagsprogramm
- 2005: Schlafsack für zwei (Fernsehfilm)
- 2005: Verführung für Anfänger (Fernsehfilm)
- 2006: Wohlfühlwochenende
- 2006: Wakeboarding (Fernseh-Dokumentation)
- 2006: The King of Trash (Fernseh-Dokumentation)
- 2006: Off the Road (Fernseh-Dokumentation)
- 2006: Der Generalmanager oder How To Sell A Tit Wonder
- 2007: Kaufhaus Knast (Fernseh-Dokumentation)
- 2007: Abenteuer Enduro (Fernseh-Dokumentation)
- 2008: Die Besucherin
- 2012: Die Libelle und das Nashorn
- 2014: 16 über Nacht!
- 2015: Utta Danella – Lisa schwimmt sich frei
- 2017: Das Institut – Oase des Scheiterns (Fernsehserie, 4 Folgen)
- 2017: Fühlen Sie sich manchmal ausgebrannt und leer?
- 2021: KBV – Keine besonderen Vorkommnisse (Fernsehserie)
- 2023: Der Pfau